# American Airlines
American Airlines (AA) là hãng hàng không lớn nhất thế giới về lượng khách-dặm vận chuyển  và quy mô đội tàu bay, và lớn thứ hai thế giới (sau Air France-KLM) về doanh số hoạt động. Là một hãng sở hữu 100% thuộc AMR Corporation, hãng AA có trụ sở ở Fort Worth, Texas, gần Sân bay Quốc tế Dallas-Forth Worth. American Airlines có các chuyến bay theo lịch trình khắp Hoa Kỳ cũng như Canada, Châu Mỹ Latinh, vùng Caribbean, Tây Âu, Nhật Bản, Trung Quốc, và Ấn Độ. American Airlines là một trong những thành viên sáng lập Liên minh Oneworld.
Từ tháng 1 năm 2007, American Airlines phục vụ 157 thành phố với một đội bay 672 chiếc. Hãng này chuyên chở nhiều hành khách giữa Hoa Kỳ và Mỹ Latin (12,1 triệu năm 2004) hơn bất kỳ hãng hàng không nào khác. Hãng này có 5 trung tâm hoạt động chính là: Dallas/Fort Worth (DFW), Miami (MIA), San Juan (SJU), Chicago (ORD), và Saint Louis (STL). Dallas/Fort Worth là trung tâm lớn nhất của hãng, với tỷ lệ AA chiếm 84% số chuyến bay tại sân bay này và đến nhiều điểm khác hơn các trung tâm khác của hãng. Sân bay Quốc tế Los Angeles (LAX) và New York City (JFK) là các sân bay quan trọng và các cửa ngõ quốc tế. Hãng này có cơ sở bảo dưỡng ở Tulsa (TUL), Kansas City (MCI), và Fort Worth Alliance (AFW).

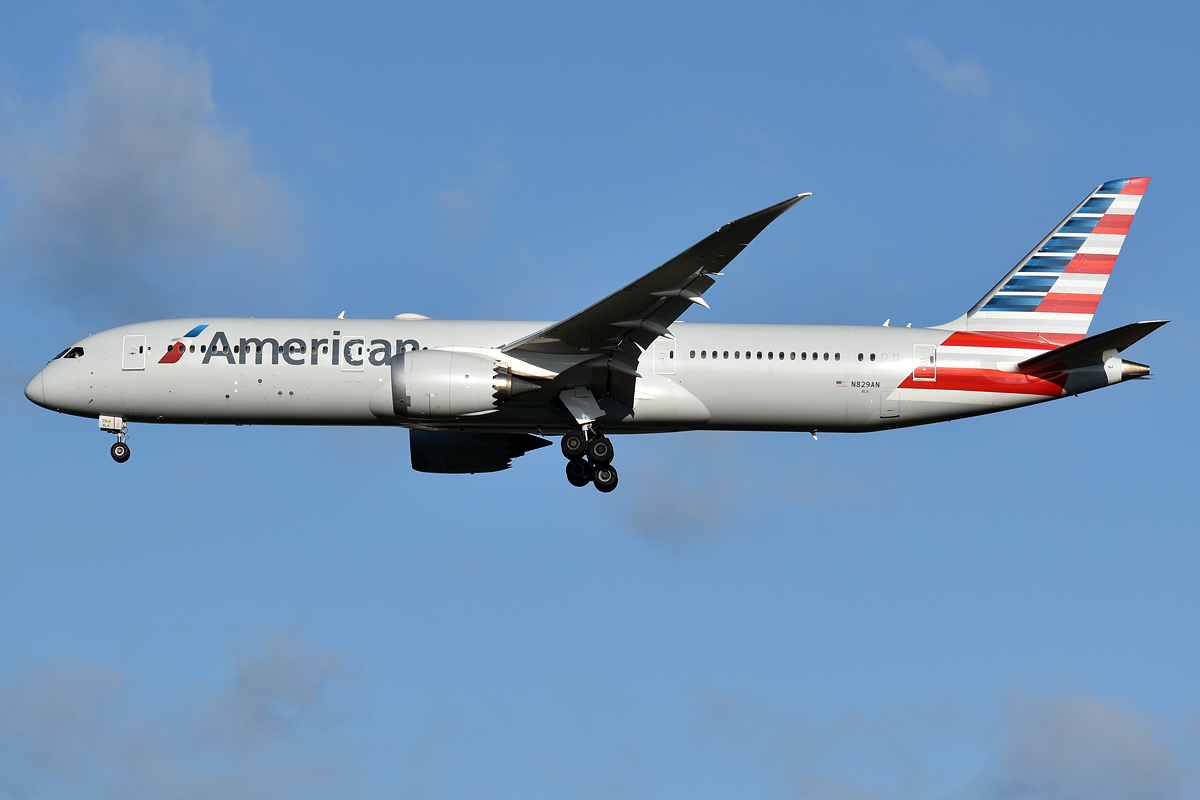
Boeing 787-9

American Airlines hoạt động ở mười sân bay tại Dallas, Charlotte, Chicago, Philadelphia, Miami, Phoenix, Washington DC, Los Angeles, New York-JFK, và New York LaGuardia. Sở bảo đưỡng động cơ chính của hãng tại Sân bay Quốc tế Tulsa ngoài các địa điểm bảo dưỡng nằm ở trung tâm của hãng. Sân bay Quốc tế Dallas / Fort Worth ở Dallas là san bay có lượng khách của hãng lớn nhất với 51,1 triệu hành khách mỗi năm với trung bình 140.000 hành khách mỗi ngày. Các công ty vào năm 2015 sử dụng hơn 113.300 người. [5] Thông qua công ty mẹ của hãng hàng không, American Airlines Team, được niêm yết giao dịch dưới NYSE: AAL có giá trị vốn hóa thị trường trên 42,21 tỉ $ năm 2017.
Ngày 20/7/2011, American Airlines thông báo đặt hàng 460 máy bay phản lực thân hẹp, trong đó có 260 chiếc Airbus A320. Đơn đặt hàng đã phá vỡ thế độc quyền của Boeing với hãng hàng không này và buộc Boeing phải tiến hành các kế hoạch cho chiếc Boeing 737 MAX được tái trang bị động cơ. Hợp đồng với American bao gồm Điều khoản Khách hàng được Ưu ái nhất, điều khoản này yêu cầu Airbus hoàn lại cho American bất kỳ khoản chênh lệch nào giữa giá của American và giá của United Airlines hoặc hãng hàng không khác, nếu thấp hơn.

## Thỏa thuận liên danh

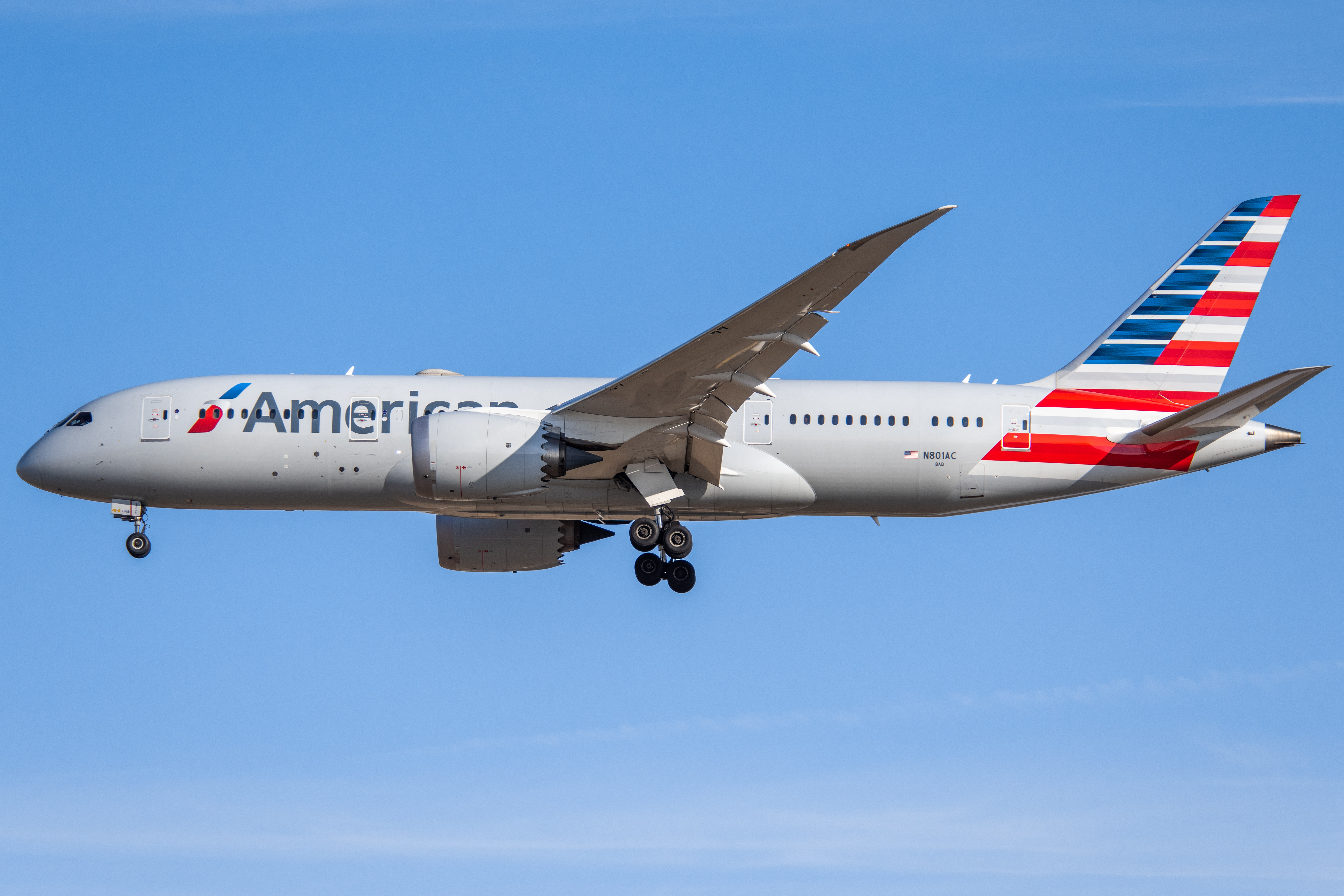
Boeing 787-8

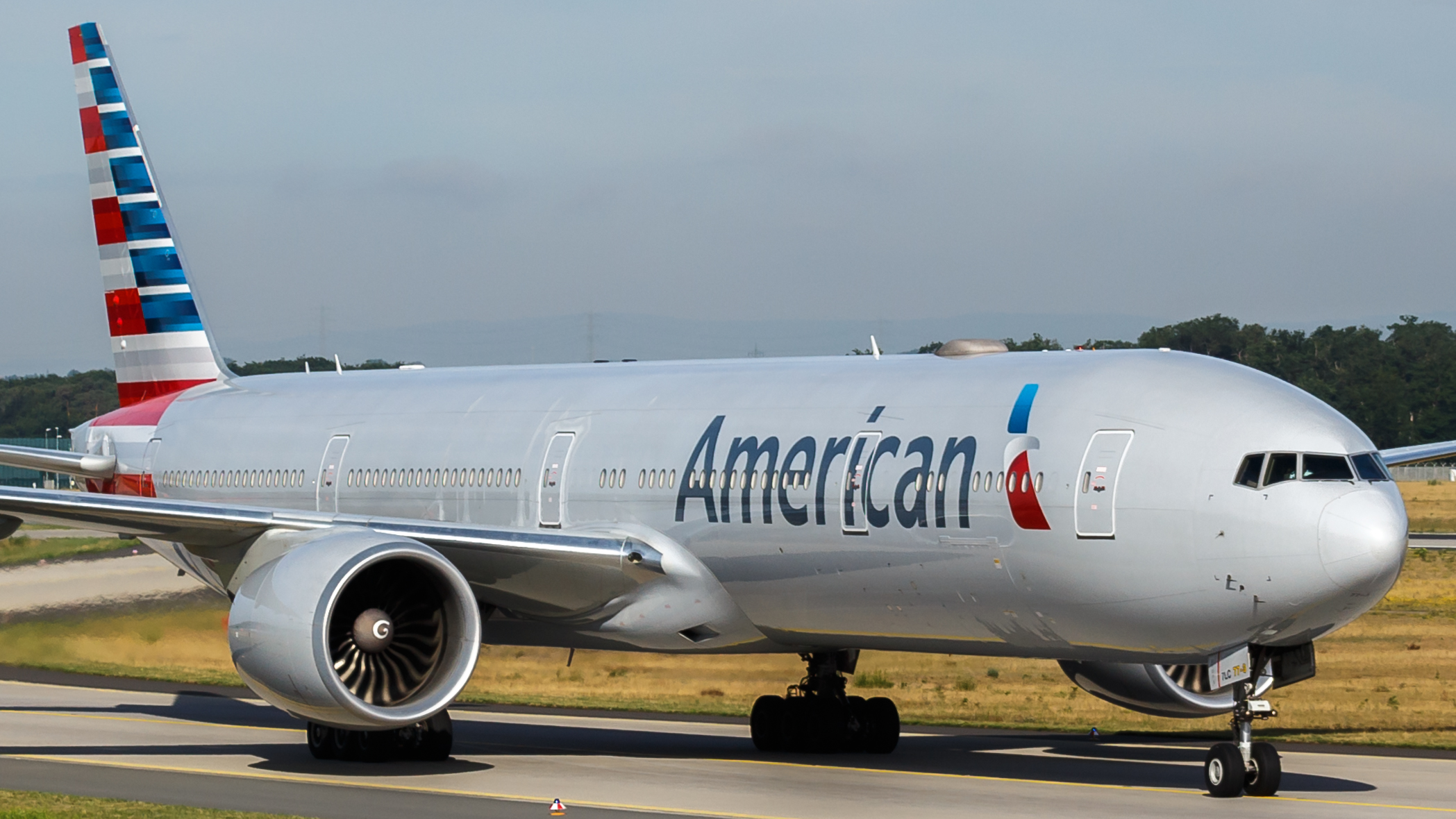
Boeing 777-300ER

- Air Tahiti Nui
- Alaska Airlines
- British Airways
- Cape Air
- Cathay Pacific
- China Southern Airlines
- Fiji Airways
- Finnair
- Gol Transportes Aéreos
- Hawaiian Airlines
- Iberia Airlines
- Japan Airlines
- JetBlue
- Jetstar Airways
- Jetstar Japan
- Korean Air
- Malaysia Airlines
- Qantas
- Qatar Airways
- Royal Air Maroc
- Royal Jordanian
- Seaborne Airlines

## Đội bay

### Đội bay hiện tại
Tính đến tháng 6/2024:
| Máy bay            | Đang hoạt động | Đặt hàng | Hành khách | Hành khách | Hành khách | Hành khách | Hành khách | Hành khách | Ghi chú                                          |
| Máy bay            | Đang hoạt động | Đặt hàng | F          | J          | W          | Y+         | Y          | Tổng       | Ghi chú                                          |
| ------------------ | -------------- | -------- | ---------- | ---------- | ---------- | ---------- | ---------- | ---------- | ------------------------------------------------ |
| Airbus A319-100    | 133            | —        | 8          | —          | —          | 24         | 96         | 128        | Nhà điều hành lớn nhất                           |
| Airbus A320-200    | 48             | —        | 12         | —          | —          | 18         | 120        | 150        |                                                  |
| Airbus A321-200    | 202            | —        | 20         | —          | —          | 47         | 123        | 190        |                                                  |
| Airbus A321-200    | 16             | —        | 10         | 20         | —          | 36         | 36         | 102        |                                                  |
| Airbus A321neo ACF | 80             | 85       | 20         | —          | —          | 47         | 129        | 196        |                                                  |
| Airbus A321XLR     | —              | 50       | TBA        | TBA        | TBA        | TBA        | TBA        | TBA        | Giao hàng từ năm 2024 đến năm 2025               |
| Boeing 737-800     | 303            | —        | 16         | —          | —          | 30         | 114        | 160        |                                                  |
| Boeing 737-800     | 303            | —        | 16         | —          | —          | 30         | 126        | 172        |                                                  |
| Boeing 737 MAX 8   | 62             | 38       | 16         | —          | —          | 30         | 126        | 172        |                                                  |
| Boeing 737 MAX 10  | __             | 115      |            |            |            |            |            |            |                                                  |
| Boeing 777-200ER   | 47             | —        | —          | 37         | 24         | 66         | 146        | 273        | Các máy bay cũ sẽ cho dừng khai thác từ năm 2023 |
| Boeing 777-300ER   | 20             | —        | 8          | 52         | 28         | 28         | 188        | 304        |                                                  |
| Boeing 787-8       | 37             | __       | —          | 20         | 28         | 48         | 138        | 234        |                                                  |
| Boeing 787-9       | 22             | 30       | —          | 30         | 21         | 34         | 200        | 285        |                                                  |
| Tổng cộng          | 970            | 318      |            |            |            |            |            |            |                                                  |

## Mối quan tâm và xung đột

### Vi phạm về môi trường
Từ tháng 10/1993 đến tháng 7/1998, American Airlines liên tục bị buộc tội sử dụng nhiên liệu có hàm lượng lưu huỳnh cao trong các phương tiện cơ giới tại 10 sân bay lớn trên khắp đất nước, vi phạm Đạo luật Không khí sạch.

### Các vụ việc liên quan đến việc có khói trên máy bay
- Năm 1988, chuyến bay AA132 bay đến Nashville, tiếp viên hàng không thông báo với buồng lái rằng có khói trong cabin. Tổ bay đã phớt lờ cảnh báo, vì trong chuyến bay trước, sự cố bốc khói đã xảy ra do sự cố với bộ nguồn phụ. Tuy nhiên, khói trên chuyến bay AA132 là do vật liệu nguy hiểm được đóng gói không đúng cách. Theo điều tra của NTSB, phi hành đoàn buồng lái kiên quyết từ chối thừa nhận rằng có một mối đe dọa nghiêm trọng đối với máy bay hoặc hành khách, ngay cả sau khi họ được thông báo rằng sàn đang trở nên mềm và hành khách phải được xếp lại. Do đó, máy bay không được sơ tán ngay khi hạ cánh, khiến phi hành đoàn và hành khách phải chịu nguy cơ khói và lửa lâu hơn mức cần thiết.
- Ngày 11 tháng 4 năm 2007, khói độc và khói dầu rò rỉ vào khoang máy bay khi chuyến bay AA843 khi đang đi vào khu vực nhà ga. Một tiếp viên hàng không có mặt trong khoang sau đó đã đệ đơn kiện Boeing, nói rằng cô được chẩn đoán mắc chứng rối loạn nhiễm độc thần kinh do tiếp xúc với khói, khiến cô mất trí nhớ, run và đau đầu dữ dội. Cô quyết định rời công ty vào năm 2011.
- 2009, Mike Holland, Phó chủ tịch phụ trách các vấn đề về bức xạ và môi trường tại Hiệp hội Phi công Đồng minh và là một phi công của hãng hàng không Mỹ, cho biết rằng liên đoàn phi công đã bắt đầu cảnh báo các phi công về nguy cơ ô nhiễm không khí, bao gồm cả việc liên lạc với các thành viên phi hành đoàn mà liên đoàn cho rằng đã tiếp xúc. ô nhiễm dựa trên hồ sơ bảo trì và nhật ký thí điểm.
- Tháng 1/2017 xảy ra sự cố trên chuyến bay AA1896 khiến 7 tiếp viên phải nhập viện sau khi phát hiện mùi lạ trong cabin. Chiếc máy bay Airbus A330 liên quan sau đó đã trải qua một cuộc "kiểm tra bảo dưỡng kỹ lưỡng", đã từng bị ba sự kiện có khói trong ba tháng.
- Tháng 8/2018, các tiếp viên của American Airlines đã thảo luận trước trụ sở công ty tại Fort Worth, phàn nàn rằng việc tiếp xúc với những hành khách ốm yếu, đồng phục độc hại, không khí trong khoang độc hại, tiếp xúc với bức xạ và các vấn đề khác đã khiến họ bị ốm.
- Tháng 1/2019, hai phi công và ba tiếp viên trên chuyến bay AA1897 từ Philadelphia đến Fort Lauderdale đã phải nhập viện sau khi phàn nàn về một mùi lạ.

### Khiếu nại về vấn đề phân biệt đối xử
Ngày 24 tháng 10 năm 2017, NAACP đã ban hành một tư vấn du lịch cho American Airlines kêu gọi người Mỹ gốc Phi "thận trọng" khi đi hãng hàng không này. NAACP đã đưa ra lời khuyên sau bốn sự cố. Trong một lần tình cờ, một phụ nữ da đen được chuyển từ Hạng Nhất sang huấn luyện viên trong khi người bạn đồng hành da trắng của cô ấy được phép ở lại Hạng Nhất. Trong một sự cố khác, một người đàn ông da đen buộc phải nhường ghế sau khi đối đầu với hai hành khách da trắng ngỗ ngược. Theo NAACP, trong khi họ đã nhận được khiếu nại về các hãng hàng không khác, hầu hết các khiếu nại của họ trong năm trước khi cố vấn của họ là về American Airlines. Vào tháng 7/2018, NAACP đã dỡ bỏ tư vấn du lịch của họ nói rằng người Mỹ đã thực hiện các cải tiến để giảm thiểu phân biệt đối xử và đối xử không an toàn với người Mỹ gốc Phi

### Hành khách vi phạm quy tắc phòng chống dịch Covid-19 trên chuyến bay
Ngày 19/1/2022, chuyến bay AA38 chở theo 129 hành khách và 14 thành viên phi hành đoàn từ Miami đến London đã phải quay đầu về Miami sau khoảng 1 giờ cất cánh do một hành khách gây rối và từ chối thực hiện quy định về khẩu trang của liên bang. Cảnh sát chờ sẵn tại sân bay và áp giải một người phụ nữ khoảng 40 tuổi rời máy bay, không có thêm sự cố nào xảy ra sau đó.

## Khoang hành khách
Flagship First
Đây là khoang chỉ áp dụng trên máy bay Boeing 777-300ER.Các ghế được xếp theo cấu hình xương cá ngược 1-2-1 có thể ngả thành giường phẳng. Cũng như các cabin cao cấp khác của hãng, Flagship First cung cấp nhiều lựa chọn đồ ăn và thức uống hơn, chỗ ngồi lớn hơn và quyền sử dụng phòng chờ tại một số sân bay nhất định.
Flagship Business
Phục vụ trên các máy bay: Boeing 777-200ER, Boeing 777-300ER, Boeing 787-8, Boeing 787-9. Các ghế có thể ngả thành giường phẳng.
Transcontinental
Khoang này chỉ có trên 17 chiếc Airbus A321 để sử dụng cụ thể cho các đường bay xuyên lục địa giữa NewYork và Los Angeles, NewYork và San Francisco, Boston và Los Angeles. Những chiếc máy bay này cung cấp 2 cabin cao cấp: Flagship First và Flagship Business. Ghế ở cả 2 cabin đều có thể ngả thành giường phẳng.
Hạng nhất chuyến bay trong nước
Ghế có chiều rộng từ 19–21 inch (48–53 cm) và độ cao từ 37–42 inch (94–107 cm). Các lựa chọn ăn uống bao gồm đồ uống và rượu trên tất cả các chuyến bay, đồ ăn nhẹ miễn phí trên các chuyến bay trên 900 miles (1,400 km), các bữa ăn nóng có chuyến bay trên 2,200 miles (3,500 km)
Phổ thông đặc biệt
Phục vụ trên tất cả máy bay thân rộng. Khoang được lần đầu giới thiệu vào cuối năm 2016 trên máy bay Boeing 787-9 sau đó khai thác trên các máy bay thân rộng khác. Độ rộng ghế lớn hơn ghế Main Cabin và cung cấp nhiều tiện nghi hơn: Khách hạng phổ thông đặc biệt được miễn phí hai hành lý ký gửi, ưu tiên lên máy bay và dịch vụ ăn uống nâng cao bao gồm rượu miễn phí. Sản phẩm này đã đưa American Airlines trở thành hãng hàng không đầu tiên của Hoa Kỳ khai thác 4 khoang hành khách trên cùng 1 máy bay.
Main Cabin Extra
Phục vụ trên tất cả máy bay thân hẹp. Ghế có khoảng cách lớn hơn mức có sẵn trong khoang Main Cabin, cùng với đồ uống có cồn miễn phí. Hiện hãng vẫn giữ lại Main Cabin Extra sau khi khoang Phổ thông Đặc biệt đi vào hoạt động vào cuối năm 2016.
Phổ thông
Ghế có chiều rộng từ 17–18,5 inch (43–47 cm) và độ cao từ 30–32 inch (76–81 cm). Hãng đang giới thiệu tiện ích tăng khoảng cách duỗi chân với tên gọi "More Room Through Coach", còn được gọi là "MRTC", bắt đầu từ tháng 2/2000. Tuy nhiên do tính hình tài chính gặp lỗ nên hãng đã dừng giới thiệu này vào năm 2004.
Trên một số tuyến bay, hãng cũng cung cấp ghế Basic Economy, loại vé thấp nhất trong khaong phổ thông. Basic Economy nằm trong khoang phổ thông nhưng đi kèm với các hạn chế bao gồm việc chờ đợi cho đến khi đăng ký để được chỉ định chỗ ngồi, không được nâng cấp hoặc hoàn lại tiền và lên máy bay ở nhóm cuối cùng. Ban đầu hành khách hạng Basic Economy chỉ có thể mang theo một vật dụng cá nhân, nhưng sau đó hãng đã sửa đổi chính sách hạng Basic Econimy để cho phép mang theo hành lý xách tay